# Hamataliwa bituberculata
Hamataliwa bituberculata là một loài nhện trong họ Oxyopidae.
Loài này thuộc chi Hamataliwa. Hamataliwa bituberculata được Cândido Firmino de Mello-Leitão miêu tả năm 1929.